# من همونم (ترانه دی‌جی خالد)
«من همونم» (انگلیسی: I'm the One) ترانه‌ای است که توسط موسیقی‌دان آمریکایی دی‌جی خالد به همراه خواننده کانادایی جاستین بیبر و رپرهای آمریکایی کوآوو، چنس د رپر، و لیل وین نوشته و ضبط شده‌است. این ترانه در ۲۸ آوریل ۲۰۱۷ توسط وی د بیست و اپیک رکوردز به عنوان دومین تک‌آهنگ از دهمین آلبوم استودیویی خالد با عنوان سپاسگزار منتشر شد. تا ۱۹ اکتبر ۲۰۲۰، این ترانه از ۱ میلیارد استریم در اسپاتیفای عبور کرد.